# Киндерман, Штефан
Штефан Эмануэль Сильвестр Киндерман (нем. Stefan Emanuel Sylvester Kindermann; род. 28 декабря 1959, Вена) — австрийский шахматист, гроссмейстер (1988).

## Шахматная карьера
Киндерман – яркий представитель шахматного мира, известный своими глубокими аналитическими способностями и стратегическим мышлением. Он успешно выступал на многочисленных международных турнирах, как Австрию, так и Германию. Он выступал за ряд ведущих шахматных клубов, включая немецкий FC Bayern Munich, с которым неоднократно становился чемпионом Германии. В 1998 году Киндерман принял участие в матчах на выбывание Чемпионата мира по шахматам, что стало ярким событием в его карьере.

В составе команды ФРГ участник чемпионатов Европы (1983) и мира (1985), ряда олимпиад (1982, 1986, 1988). В 1990 и 1994 году играл за сборную Германии, в 2008 за сборную Австрии на олимпиадах.
Лучшие результаты в международных турнирах: Афины (1979, побочный) и Висбаден (1981) — 2-е; Салоники (1979, декабрь) и Вольфсберг (1986) — 1—4-е; Куршевель и Родос (1980), Вильгельмсфельд и Хайде (1981) — 1-е; Вейк-ан-Зее (1982, побочный) — 1—2-е; Гамбург (1982) — 3—5-е; Цюрих (1983/1984 и 1984) — 1—4-е и 1—2-е; Дортмунд (1985) — 1—3-е; Сату-Маре (1980) и Баден-Баден (1985) — 3—4-е; Варшава (1983) и Биль (1986, побочный) — 1-е; Будапешт (1986, июнь и 1987) — 2—4-е и 3—5-е; Стари-Смоковец (1986 и 1987) — 2—4-е и 1-е; Прага (1988) — 3-е места.

## Изменения рейтинга
| Графики недоступны из-за технических проблем. См. информацию на Фабрикаторе и на mediawiki.org. |

## Нейролингвистическое программирование и шахматы
Одним из уникальных аспектов личности Киндермана является его интерес к нейролингвистическому программированию. Получив степень магистра в этой области, он успешно применяет полученные знания в своей шахматной практике и тренерской деятельности. Киндерман стремится объединить научные знания о работе мозга с искусством шахматной игры, что позволяет ему разрабатывать новые подходы к обучению и тренировке шахматистов. Он разрабатывает индивидуальные программы обучения, учитывая особенности мышления и восприятия каждого ученика.